# 平野貴大
平野 貴大（ひらの たかひろ、1973年12月30日 - ）は、静岡県静岡市出身の日本の俳優。血液型AB型。

## 略歴
- 2007年、宇梶剛士、金井良信と劇団PATHOS PACKを結成。
- 2014年、neuに所属。
- 2023年、Ruby・sueに移籍。

## 出演

### テレビドラマ
- はぐれ刑事純情派 第7シリーズ 第1話 2時間スペシャル（1994年4月6日、テレビ朝日）
- こんな私に誰がした（1996年、フジテレビ）
- ランデヴー 第9話（1998年、TBS）
- 走れ公務員！ 第4話（1998年、フジテレビ）
- 殴る女 第2話（1998年、フジテレビ）
- リング〜最終章〜 第1話（1999年、フジテレビ）
- ニュースキャスター 霞涼子（1999年、テレビ朝日）
- 金曜エンタテイメント（フジテレビ）
  - 温泉名物女将!湯の町事件簿4（2003年） - 阿部秀作 役
  - 坊ちゃん教授の事件簿3（2003年） - 菱田刑事 役
- 女タクシードライバーの事件日誌1「殺意の交差点」（2003年、TBS） - 出前の店員 役
- 火曜サスペンス劇場 迂回路（2003年11月25日、日本テレビ）
- おばさんデカ 桜乙女の事件帖12（2003年、フジテレビ） - 警察官 役
- プライド（2004年、フジテレビ）
- 警視庁鑑識班2004 第9話（2004年、日本テレビ）
- 土曜ワイド劇場（テレビ朝日）
  - 火災調査官・紅蓮次郎3 （2004年）
  - 火災調査官・紅蓮次郎7（2007年）
  - ショカツの女 新宿西署 刑事課強行犯係 第1話（2007年） - 新宿西署盗犯係刑事 役
  - 東京駅お忘れ物預り所5（2012年） - 森川刑事 役
  - 警視庁・捜査一課長1（2012年） - 杉森陽一 役
- アットホーム・ダッド 第7話（2004年、関西テレビ・フジテレビ）
- 子連れ狼3 第4話（2004年、テレビ朝日）
- 女と愛とミステリー（BSジャパン・テレビ東京）
  - 刑務所の医者・若宮冴子（2004年7月25日）
  - 監察医・篠宮葉月 死体は語る5（2004年） - スナック「アメリカンドリーム」バーテンダー 役
- 名奉行！大岡越前 第1シリーズ 最終話「油問屋山崎屋の一件」（2005年、テレビ朝日） - 左官見習い・新次 役
- 水戸黄門 第36部 第17話「男度胸の鬼退治」（2006年、TBS） - 松之助 役
- 新キッズ・ウォー2 第32話（2006年、TBS）
- 剣客商売（フジテレビ） - 土田 役 
  - スペシャル「女用心棒」（2006年）
  - スペシャル「道場破り」（2010年）
- DRAMA COMPLEX たくさんの愛をありがとう（2006年4月4日、日本テレビ）
- 死ぬかと思った「最後のギャンブル」（2006年6月17日、日本テレビ）
- 金曜プレステージ（フジテレビ）
  - 名司会者・寿鶴子 殺人スピーチ3（2007年） - 柳沢実 役
  - 警部補・佐々木丈太郎5「秘密」（2013年） - 松尾刑事 役
  - 強行犯係・魚住久江〜ドルチェ2（2013年）- 野中 役
- 月曜ゴールデン（TBS）
  - 示談交渉人 甚内たま子裏ファイル5（2007年） - 森田克也 役
  - 税務調査官・窓際太郎の事件簿20（2010年）- 喜納雄二 役
- 警視庁捜査ファイル さくら署の女たち 第1話（2007年、テレビ朝日）
- スイート10 〜最後の恋人〜（2008年、TBS）
- the波乗りレストラン（日本テレビ）
  - 第28話「HOTEL PACIFIC」（2008年11月8日） - サラリーマン 役
  - スペシャルエディション（2008年12月22日）
- 必殺仕事人（テレビ朝日）
  - 必殺仕事人2009 第2話 - 最終話（2009年） - 番太の半次 役
  - 必殺仕事人2010（2010年）
- 臨場 第1章 第6話「罪つくり」（2009年、テレビ朝日）
- こちら葛飾区亀有公園前派出所 第7話（2009年、TBS）
- 相棒 （テレビ朝日）
  - season8 第8話「消えた乗客」（2009年） - 上条学 役
  - season22 第15話「マッターホルンの殺人」（2024年） - 大菅泰平 役
- はぐれ刑事スペシャル（2009年）
- 坂の上の雲 （NHK）
  - 第2部 第9話（2010年）
  - 第3部 第1話（2011年）
- 逃亡弁護士 第4話（2010年、フジテレビ）
- ビート（2011年、WOWOW）
- 人間昆虫記 第1話（2011年、WOWOW）
- BOSS2 第1話・第6話・最終話（2011年、フジテレビ）
- 大河ドラマ（NHK）
  - 平清盛 第18回「誕生、後白河帝」（2012年）
  - 花燃ゆ 第21回「決行の日」（2015年）
  - 西郷どん 第46回「西南戦争」（2018年）
- 連続テレビ小説（NHK）
  - 梅ちゃん先生（2012年） - 近藤（工員） 役
  - 梅ちゃん先生〜結婚できない男と女スペシャル〜・前編「半径100メートルの男」（2012年）
  - エール（2020年） ‐ 磯村中佐 役
  - おかえりモネ（2021年） ‐ 漁労長 役
- ステップファザー・ステップ 最終話（2012年、TBS）
- TEAM -警視庁特別犯罪捜査本部- 第4話（2014年、テレビ朝日） - 沖刑事 役
- 女はそれを許さない 第3話（2014年、TBS） - 杉山 役
- ワイルド・ヒーローズ 第9話（2015年、日本テレビ）
- 松本清張ミステリー時代劇 第10話「雨と川の音」（2015年、BSジャパン）
- 希望ヶ丘の人びと 第4話（2016年、WOWOW）
- まかない荘1 第2話（2016年、メ～テレ・tvk） - 編集者 役
- 法月綸太郎 一の悲劇（2016年、フジテレビ）
- プリンセスメゾン 最終話「生きる」（2016年、NHK BSプレミアム）
- 山本周五郎時代劇 武士の魂 第1話「大将首」（2017年、BSジャパン） ‐ 勝次 役
- 下剋上受験 第5話（2017年、TBS）
- ヘヤチョウ（2017年、テレビ朝日） - 森山雅之 役
- 警視庁捜査一課9係 season12 第1話「かかし連続殺人」（2017年、テレビ朝日） - 宮澤民夫 役
- 嫌われる勇気 第4話（2017年、フジテレビ）  - 武藤秀一郎 役
- 嘘の戦争 第3話（2017年、フジテレビ） - 空手教室の保護者 役
- はぐれ署長の殺人急行4（2018年、TBS） - 大宮北記念病院医師 役
- 刑事ゼロ 第5話（2019年、テレビ朝日） ‐ 小田島譲 役
- 温泉若おかみの殺人推理30（2019年、テレビ朝日） - 水野信也 役
- 特捜9 season2 第2話「正しい殺人」（2019年、テレビ朝日） ‐ 梶浦裕哉 役
- ベビーシッター・ギン！ 第4話（2019年、NHK BSプレミアム）
- アフロ田中 第6話（2019年、WOWOW）
- そして、生きる 第5話（2019年、WOWOW）
- 歌舞伎町弁護人 凛花 第10話（2019年、BSテレ東） - 宮田隆信 役
- テセウスの船 第1話（2020年、TBS） - 恵永病院の医師 役[1][注 1]
- 悪魔の弁護人・御子柴礼司 〜贖罪の奏鳴曲〜 最終話（2020年、フジテレビ） ‐ 小曾根 役
- オー!マイ・ボス!恋は別冊で 第1話（2021年、TBS） - 広告代理店担当者 役
- ポリス×戦士 ラブパトリーナ!　第25話（2021年、テレビ東京） ‐ 下落合勉 役
- 大豆田とわ子と三人の元夫 第2話（2021年、フジテレビ） ‐ 検事 役
- ＃家族募集します 第7話（2021年、TBS）
- 刑事7人 SEASON7 第1話・第2話（2021年、テレビ朝日） ‐ 等々力刑事 役
- TOKYO MER〜走る緊急救命室〜 第9話、最終話（2021年、TBS） ‐ 小児科医師 役
- 婚姻届に判を捺しただけですが 第3話（2021年11月2日、TBS）
- インビジブル 第4話（2022年5月6日、TBS） - 城島直人 役
- 遺留捜査 Season7（2022年） - 井野脇哲明 役
- クロサギ (2022年のテレビドラマ)（2022年） - 大河内支店長 役

#### WEBドラマ
- 熊野町物語 親父からのラブレター（2016年4月配信） - 主演・平野権次 役[2][注 2]
- CONNECT 覇者への道（2025年6月配信） - 名和会若頭補佐 兼重吾郎 役[3]

### 日本映画
- BLOOD -狼血-（1999年）
- 共犯者（1999年）
- EKOEKO AZARAK エコエコアザラク（2001年） - 宮本 役
- ピンポン (2002年）- 五味 役
- 監督感染 DIRECTOR INFECTION「終着駅の次の駅」（2003年）
- is A（2003年）
- 新・刑事まつり　一発大逆転「軍団刑事っ！」（2003年）
- Reset2 足軽-ashigaru（2003年）
- ハードラックヒーロー（2003年）
- 下妻物語（2004年） - パチンコ屋店長 役
- お父さんのバックドロップ（2004年） - キャバレーの客 役
- 渋谷物語（2005年）
- 戦国自衛隊1549（2005年） - 上田2曹 役
- クローンは故郷をめざす（2009年） - 八木橋 役
- ランディーズ（2009年）
- 愛と誠（2012年）- 悪そうな客 役
- tig☆hug ちぐはぐ（2014年）- 主演・相葉武 役
- 残穢 -住んではいけない部屋-（2016年） - 真辺貴之 役
- 殿、利息でござる!（2016年） - 卯兵衛 役
- ディアスポリス -DIRTY YELLOW BOYS-（2016年）
- クハナ！（2016年） - 笹島新一 役
- 少女（2016年） - 蝶野先生 役
- 劇場版 永遠ノ矢 トワノアイ（2022年3月） - 森乃住人 / 酒井秋男 役
- ビーバップのおっさん（2022年7月）
- 虎の流儀 ～激突！ 燃える嵐の関門編～（2022年秋）[4]
- シサㇺ（2024年9月） - アㇰノ 役[5][6]

### Vシネマ
- CONNECT 覇者への道（2024年） - 名和会若頭補佐 兼重吾郎

### 外国映画
- 東京攻略 TOKYO RAIDERS（香港、2000年）
- 頭文字D THE MOVIE（头文字D / Initial D）（香港、2005年） - レッドサンズのメンバー 役
- 我的母親（中国、2006年）
- ラーメンガール（The Ramen Girl）（アメリカ、2009年）

### 舞台
- VACANCY?NO VACANCY!（作／演出 宇梶剛士 2007年）
- 剣客商売（明治座 原作池波正太郎 2008年）
- ゆえなき子（作 宇梶剛士／演出 石田恭子 2009年）
- クリフ・パーティー（作 宇梶剛士／演出 石田恭子 2010年）
- カフェ アオギリスタン（作 宇梶剛士／演出 内野智 2010年）
- KOBAKO（作 宇梶剛士／演出 石田恭子 2011年）
- KIBOU（作 宇梶剛士／演出 石田恭子 2011年）
- アルトー24時（企画・脚色・演出 芥正彦／人形演出 結城一糸／原作脚本 鈴木創士 2011年）
- 笑いの神様へ（作・演出 松本匠 2023年公演予定）[7]

### バラエティ番組
- 世界ウルルン滞在記 第406回「フィリピン」（2004年、毎日放送・TBS）
- ビギナーズ! スタートナビ（2012年、TBS）
- 釣りびと万歳（2014年、NHK）

### ラジオドラマ
- 青春アドベンチャー「魔術師」（2012年2月、NHK-FM）

### ナレーション
- NHKプレマップ「平清盛」（2012年）
- NHKプレマップ「ガラスの家」（2013年）
- NHKプレマップ「55歳からのハローライフ」（2014年）
- フェイス「けん玉王子 W杯に挑む ～久保田悟17歳～」（2014年、NHK中国地方）
- ハートネットTV「乙女の祈り ～魂を込めた車いすダンス～」（2014年、NHK Eテレ）
- 釣りびと万歳「“海のスプリンター”ヒラマサを仕留めろ！」（2017年、NHK BSプレミアム）

### 吹き替え
- 韓国ドラマ 「IRIS-アイリス-」（2010年、TBS系列） - オ・ソンシク 役 担当

#### アニメ
- ピタゴラスイッチ「10本アニメ」（2005年 -、NHK教育テレビ）
- 10本アニメスペシャル「“ぽ”の巻」「“ん”の巻」（2016年、NHK Eテレ）[8]
- 闇芝居 6期（2018年、テレビ東京） - 第2・6・8話 担当[9]

### CM
- ロッテリア「リブサンド」
- 損保ジャパン
- アイメトリクス

#### CM ナレーション
- SK-II『クリアビューティーリップ』
- ダイハツ『タントカスタム』
- 任天堂『ポケモンカードゲームXY』
- P&G『h&s for men』